# اندیس ولندان
ولندان یک اندیس مصالح ساختمانی است که در حوالی شهر ایزدخواست استان اصفهان قرار دارد و مادهٔ معدنی موجود در آن، سنگ آهک است.  